# Cosmorhoe incola
Cosmorhoe incola là một loài bướm đêm trong họ Geometridae.